# 文章軌範
『文章軌範』（ぶんしょうきはん）は、中国宋の謝枋得が編纂した、唐宋の「古文」の名作文章の選集文献で、その数は69である。
古文とは、六朝時代に流行した1句の字数を4字と6字に限定し、ほぼ全てが対句で構成された極端に装飾的な駢文に対して、唐の柳宗元・韓愈たちが提唱した文体である。簡潔で雄健な調子で、考えをそのまま表現した古代の文章を理想（故に規範）とする。
掲載されている文章は高級官吏登用の科挙に際し、科目作文の模範となるべきものを謝氏が選び出したもので、現代の受験参考書や模範文例集といった位置づけであり、文選のような名作集ではない。
続篇として明の儒者鄒守益（王陽明の門人）が編んだ『続文章軌範』がある。秦漢から同時代の明代までの名篇を選ぶ。
日本には室町時代末期に紹介され、特に江戸時代後期以降に和本が多く刷られ愛読された。

## 主な訳注書
- 『文章軌範 正篇　新釈漢文大系17・18』 明治書院、前野直彬注解。原文・読み下し・訳注解説を収録
  - 『文章軌範 新書漢文大系9』 明治書院、1996年、新版2002年。新書判での抜粋、藤原満（門下生）編
- 『続文章軌範　新釈漢文大系56・57』 明治書院、猪口篤志注解